# Andreas Iwan von Witowski
Andreas Iwan von Witowski (auch Witowsky) (* 23. Dezember 1770 in Crivolt, Galizien; † 27. November 1847 in Ohlau) war ein preußischer Oberst.

## Leben

Oberst Andreas Iwan von Witowski

Witowski (oft auch Witowsky) war aus altem polnischen Adel. Infolge der polnischen Revolution flüchtete seine Mutter mit ihm und einem jüngeren Bruder nach Preußen. 1788 nahm sie der Husarenmajor Maximilian Ludwig von Pelchrzim und Trzenkowitz in seinem Haus auf, der mit seinem braunen Husaren-Regiment in Pleß in Garnison lag. Die preußischen Husaren machten auf den jungen Witowski einen so gewaltigen Eindruck, dass er beschloss, in diese Eskadron einzutreten. Witowski wurde bald zum Carabinier und Unteroffizier befördert und machte als solcher die Rhein-Kampagne mit. Er bewährte sich dort und wurde 1793 mit der goldenen Verdienstmedaille ausgezeichnet. Zum Kornett und am 10. Dezember 1799 zum Sekondeleutnant befördert, kam er zur 6. Eskadron des Regiments nach Ujest. 
Nach dem Fall Breslaus und angesichts der Einfälle polnischer Insurgenten wurde Witowski genehmigt, mit 100 Husaren an die polnische Grenze zu marschieren. Ende 1806, Anfang 1807 schützte er Oberschlesien gegen die Einfälle polnischer Aufständischer. Die „Schlesischen Provinzialblätter“ des Jahres 1809 gedenken seiner mit besonderer Achtung und Dankbarkeit und die Bewohner von Gleiwitz, Tarnowitz und anderer Orte preisen ihn als ihren „Schutzgott“.  
Anfang Januar vom Gleiwitzer Magistrat um Hilfe angegangen, brach er mit seinen Husaren auf  und warf unter erschwerenden Umständen 300 Angreifer zurück, stieß bei deren Verfolgung aber auf 600 Mann Kavallerie und 48 Jäger in einer vorteilhafte Stellung, die von einem Dreipfünder-Geschütz unterstützt wurden. Er musste sich zunächst zurückziehen, doch in der Nacht  gelang es ihm, die Übermacht zu vertreiben. Der Dreipfünder, drei Böller, 150 Pferde, zehn Wagen mit Bagage und Munition, zwölf Offiziere und 150 Mann Gefangene waren das Ergebnis. 
Der König belohnt Witowskis Treue und Verdienst mit dem Orden Pour le Mérite. Selbst der Feind versuchte ihn durch die Offerte eines von Napoleon zu vollziehenden Patent als Oberst abzuwerben. Doch Witowski lehnte ab: „Polnisch zu schreiben habe ich vergessen, und antworte nur mit dem Säbel“. Gleichzeitig mit der Ordensverleihung avancierte er vom Sekondeleutnant zum Stabsrittmeister. Beim 2. Schlesischen Husaren-Regiment war Witowski Rittmeister, stieg im Dezember 1813 zum Major und im Oktober 1815 zum Oberstleutnant auf. Im gleichen Monat wurde er nach Remonte für die Armee in die Ukraine kommandiert. Vom 13. November 1816 bis 9. Juni 1817 war er Kommandeur des 2. Schlesischen Husaren-Regiments. Anschließend mit halbem Gehalt vom Dienst entbunden, trat er den Besitz des seiner Frau durch Erbschaft zugefallenen Ritterguts Gardawitz an. Am 11. Juni 1833 dimittierte Witowski, wobei ihm das halbe Gehalt weiterhin als Pension gewährt wurde. Der König verlieh ihm am 27. November 1833 noch den Charakter als Oberst und zeichnete ihn außerdem 1841 noch mit dem Roten Adlerorden II. Klasse aus.
Witowski starb in Ohlau am 27. November 1847. Der König ehrte sein Andenken durch die Bewilligung des Verbleibs seiner Orden in der Familie.
Er war verheiratet mit Josephine von Rumpf, Tochter des Majors von Rumpf.